# Rádi Senajsil
Rádi Senajsil Szuádi (arabul: راضي شنيشل سوادي; Bagdad, 1966. augusztus 11. –) iraki labdarúgóedző, hátvéd, az iraki labdarúgó-válogatott korábbi szövetségi kapitánya.

## Pályafutása
Pályafutása az Al-Tayaran csapatában kezdődött. Később iraki, emirátusi és katari csapatokban játszott.
80 alkalommal szerepelt az iraki válogatottban, és részt vett az 1988-as szöuli olimpián.